# Manuel José Monteiro de Castro
Manuel José Monteiro de Castro, primeiro barão de Leopoldina, (Congonhas do Campo, 3 de abril de 1805 — Leopoldina, 27 de fevereiro de 1868) foi um militar e político brasileiro. Filho de Domiciano Ferreira de Sá e Castro e de Maria do Carmo Monteiro de Barros, casou-se com sua prima Clara de Sá e Castro. Oficial de milícias, em 1824, comandou uma companhia da Guarda Nacional, no combate de José Correia. Em 1833, esteve da sedição militar de Ouro Preto. Foi agraciado barão em 1862 e era comendador da Imperial Ordem da Rosa.